# Christoph Daum
Christoph Daum (ur. 24 października 1953 w Zwickau, zm. 24 sierpnia 2024 w Kolonii) – niemiecki trener piłkarski i piłkarz.

## Kariera piłkarska
Christoph Daum zaczynał swoją karierę w drużynie Hamborn 07, w roku 1972 przeniósł się do Eintrachtu Duisburg, a następnie trafił do 1. FC Köln, gdzie grał w lidze amatorskiej.

## Kariera trenerska
Po zakończeniu kariery piłkarskiej zdobył licencję trenerską DFB i w 1981 roku rozpoczął prace za amatorami 1. FC Köln. W sezonie 1985/86 awansował na posadę asystenta trenera pierwszego zespołu, a w roku 1986 stał się pierwszym trenerem 1. FC Köln, pozycję tę piastował przez 4 lata. W listopadzie 1990 został trenerem VfB Stuttgart, z którym w 1992 wywalczył mistrzostwo Niemiec. W dalszej części sezonu z powodu błędu Dauma (wystawił niedozwoloną liczbę obcokrajowców w meczu) VfB zostało wyrzucone z kwalifikacji Ligi Mistrzów, a on sam zwolniony.
Na początku roku 1994 Daum objął posadę trenera w Beşiktaşu JK, a w sezonie 1994/95 wywalczył z tą drużyną mistrzostwo Turcji.

### Bayer Leverkusen
Daum po dwóch latach powrócił do Niemiec i w 1996 roku objął posadę trenera Bayeru 04 Leverkusen. Przez 4 lata jego kadencji Bayer trzykrotnie zajmował 3. miejsce w Bundeslidze. Po Euro 2000 Daum miał objąć posadę trenera reprezentacji Niemiec jednak 21 października 2000 roku DFB anulował tę nominację z powodu wyjścia na jaw jego uzależnienia od narkotyków. W rezultacie posadę dostał Rudi Völler.

### Powrót do Turcji
Po tym incydencie Daum stracił również pracę w Bayerze. Jako że nie mógł znaleźć pracy w Niemczech, powrócił do Beşiktaşu, który prowadził od marca 2001 do maja 2002. W październiku 2002 roku objął posadę trenera w Austrii Wiedeń, z którą wywalczył swój kolejny tytuł mistrza kraju.
Na początku lipca 2003 roku rozpoczął pracę z drużyną Fenerbahçe SK, z którą w 2004 i 2005 roku wygrał ligę turecką. Po słabym starcie w europejskich pucharach i oddaniu w sezonie 2005/2006 tytułu lokalnemu rywalowi – Galatasaray SK Daum zrezygnował ze swojej posady.

### FC Köln
27 listopada 2006 roku podpisał trzyletni kontrakt z 1. FC Köln. W maju 2008 roku wywalczył z zespołem awans do 1. Bundesligi. Z drużyną pracował do 30 czerwca 2009 roku.

### Fenerbahçe po raz drugi
Od lipca 2009 roku Daum został po raz drugi trenerem tureckiego klubu Fenerbahçe SK, z którym mógł walczyć nie tylko o mistrzostwo Turcji, ale również w rozgrywkach międzynarodowych. Kontrakt rozwiązano 25 czerwca 2010 roku za porozumieniem stron.

### Eintracht Frankfurt
23 marca 2011 roku objął posadę, po uprzednio zwolnionym Michaelu Skibbe, pierwszego trenera w zespole z Frankfurtu. Na tym stanowisku pozostał do 16 maja 2011 roku po tym, jak jego zespół spadł do 2. Bundesligi, nie wygrywając pod jego wodzą żadnego meczu.

### Club Brugge
9 listopada 2011 roku podpisał kontrakt z Club Brugge, ważny do lata 2013. Na tym stanowisku zastąpił zwolnionego Adrie Kostera.

### Reprezentacja Rumunii
7 lipca 2016 został selekcjonerem reprezentacji Rumunii. 14 września 2017 roku został zwolniony z tej funkcji.

## Choroba i śmierć
Christoph Daum był nałogowym wieloletnim palaczem. W październiku 2022 roku zdiagnozowano u niego raka płuc. Zmarł na tę chorobę w Kolonii 24 sierpnia 2024 roku w wieku 70 lat.